# 国語に関する世論調査
国語に関する世論調査（こくごにかんするよろんちょうさ）とは、日本国政府の文化庁が国語（日本語）施策の参考とするため、「現代の社会状況の変化に伴う、日本人の国語意識の現状」について、平成7年（1995年）度から毎年実施している世論調査である。

## 概要
調査対象・規模は全国の16歳以上の男女3,000人で、平成17年（2005年）度分からは有効回収数2,000を目標に3,500人前後に調査を依頼している。調査方法は個別面接方式で、調査時期は毎年度異なるが、一貫して一般社団法人中央調査社が1社応札で受注し、実施している。
また、日本語の特徴であり、かつ用法が特に難しいとされる敬語を中心とした言葉遣い、あるいは慣用句・熟語などの誤用が多数派になっていくことを捉えた調査結果が日本語の乱れや変化の例としてマスコミなどで数多く取上げられる。その結果か継続的調査では誤用の認知度が改善する例もある。ただし、この世論調査が目指しているのは「円滑なコミュニケーションの実現に寄与すること」であり、あくまでも日本語の誤用を定めたり、意味を統一しようとしたりするものではない。
一方で「日本語の国際化」に関する質問に対しては「言語政策としての目標および理念が欠如しており、明確な定義なしで議論を進める悪癖が見られる」とする批判もある。

## 各年度の調査概要
以下では各年度の調査目的と本来は誤用であったものが多数派となった例を中心に示す。いずれも各年度文化庁記者発表資料からの引用または要約である。
| 年度           | 主な内容 | 調査結果 |
| -------------- | --- | --- |
| 平成7年度調査  | 言葉に対する考え方 言葉遣いでしばしば問題になる具体的な例 国際化時代における日本語の在り方 ワープロ等の使用にかかわる問題                                                                         | 「来る」「食べる」「考える」の順に「ら抜き」率が低くなっている。 「お召し上がり下さい」「お帰りになられました」「おっしゃられた」などの二重敬語に抵抗を感じる人が少ない。 「とんでもございません」や「お気をつけて」といった一種の省略形の慣用が定着した。 |
| 平成8年度調査  | 日常生活の中の敬語その他の言葉遣い 外来語の理解度 | 五段活用動詞の使役形を用いた「休まさせていただきます」「伺わさせます」「帰らさせてください」などの謙譲語の誤用（さ入れ言葉・さ付き言葉）を、気にならないとする者が半数を超えた。 |
| 平成9年度調査  | 日常生活の中の敬語その他の言葉にかかわる問題 外来語などの理解度 | 本来謙譲語である「おる」に尊敬の助動詞「れる」を付けて尊敬語として用いた「おられる」を正しい敬語と考えるものが半数を超えた。 |
| 平成10年度調査 | 敬語や言葉遣い 漢字の字体 外来語の理解度 | 過剰敬語や謙譲表現である「御～する」を相手に用いることを気にならないとするものが多数を占めている。 |
| 平成11年度調査 | 敬語や言葉遣い 国際化時代の日本語 | 「御逝去される」は7割強の人が「正しい」と回答。 |
| 平成12年度調査 | 言葉遣いの乱れや日常のあいさつなど言葉遣い 言葉のしつけや言語環境 情報機器を用いたコミュニケーション                                                                                              | 「与える」の尊敬語「あげる」を目下などに対して「やる」の代わりの丁寧語として用いる傾向が増加。 本来の言い方と「ら抜き言葉」の併用者が増加。 「情けは人の為ならず」を「情けは人のためにならない」とする誤解が正答と並ぶ。 |
| 平成13年度調査 | 外来語の認知率・理解率 「日本語の大切さ」や「美しい日本語」 日本人の日本語能力 | 「よんどころない事情」「けんもほろろ」「つとに知られている」は29歳以下の層で半数以上の高率で使わないし、意味も分からない。 |
| 平成14年度調査 | 日本人の国語力についての課題 読書の現状に関する国民の意識 慣用句やカタカナ語の認知率・理解率・使用率                                                                                              | 慣用句の「流れに棹さす」「閑話休題」は1割以下の使用率で、「役不足」「確信犯」「流れに棹さす」は約6割が意味を誤って理解。 |
| 平成15年度調査 | 言葉遣いについての関心 敬語の必要性 言葉の書き表し方 携帯電話や電子メールが言葉や言葉遣いに与える影響                                                                                             | 二重敬語や過剰敬語を気にならないとするものが引き続き増加。 「檄を飛ばす」「姑息」「憮然」は7割が本来とは異なる意味で理解。 誤用の「押しも押されぬ」、「的を得る」は5割以上が使用、「取り付く暇がない」も「島」にほぼ並ぶ。 |
| 平成16年度調査 | 言葉の使い方 敬語 漢字 手書きとパソコン・ワープロ等による表記 今後の手紙のあるべき作法 | 謙譲語を尊敬語とする誤用の認識度が若干改善。 「汚名返上」の誤用「汚名挽回」が多数派。 「青田買い」の誤用「青田刈り」は50歳以上の高齢層に多い。 「他山の石」の意味が分からない、「枯れ木も山のにぎわい」は「にぎやかさ」の表現と解するものが多く、「世間ずれ」は若年層ほど「ずる賢い」と解さない。 |
| 平成17年度調査 | 敬語に関する意識 慣用句等の意味の理解や使用 | 「怒り心頭に発す」の誤用「怒り心頭に達する」は7割以上の多数派。 言葉の意味が重複する言い方「あとで後悔した」「一番最後」も過半数が気にならず、特に「従来から」は4人中3人の高率。 |
| 平成18年度調査 | 情報化時代における漢字使用 慣用句等の意味の理解や使用 | 本来の言い方「上を下への大騒ぎ」「熱にうかされる」は少数派。 「気が置けない」「ぞっとしない」は誤解が多数派、特に「流れに棹さす」は全年齢層で誤解割合が高い。 |
| 平成19年度調査 | 言葉遣いや国語力 外国人とのコミュニケーションやカタカナ語使用 慣用句等の意味の理解や使用の現状 | 不要な「さ」が入る「さ入れ言葉」の「休まさせていただきます」の許容が「気になる」を上回る。 本来の言い方「論陣を張る」「足をすくわれる」は少数派。 「さわり」「憮然」「檄を飛ばす」は本来とは違う意味で使われることが多く、「煮詰まる」の意味は世代間で大きな差。 |
| 平成20年度調査 | 日本人の国語に関する意識や理解の現状 | 本来の言い方「采配を振る」は少数派。 「時を分かたず」「破天荒」「手をこまねく」「御の字」「敷居が高い」は違う意味で使われることが多い。 |
| 平成21年度調査 | 漢字についての意識 常用漢字表の見直しについて | 漢字が読めないで困ることがある人が41%を占めた。 「読めない字をどのような手段で調べるか」の問いでは、「調べない」が34.2%でトップ。 |
| 平成22年度調査 | 公用文のあり方 日本に住む外国人と日本語 | 「ら抜き言葉」「さ入れ言葉」の再調査、および比較。 「食べれない」「考えれない」で大きな変化なし。「来られますか」使用者は平成17年度から5ポイント減少。 「雨模様」「姑息」「号泣する」は本来とは違う意味で使われることが多い。 「情けは人のためならず」「すべからく」も本来の意味で使う人は半数に満たない。 |
| 平成23年度調査 | 日本人の日本語能力 多様化する情報交換手段の日常生活への影響 句読点等の使い方 | 普段の生活での言い方として「1コ上」「むかつく」を使う人は過半数。「すごい速い」は5割弱が使用。 「うがった見方をする」「にやける」「失笑する」「割愛する」は本来とは違う意味の方が多く選択されている。 本来の言い方「舌先三寸」や「二つ返事」を使うのは少数派。 |
| 平成24年度調査 | 人とのコミュニケーション カタカナ語の使用について 慣用句の言い方 | 人との会話においてその人の言いたかったことと、自分の受け取ったこととが食い違っていたという経験が6割台半ばの人が「ある」と回答。 日頃、読んだり聞いたりする言葉の中に出てくる外来語や外国語などのカタカナ語の意味が分からずに困ることが「ある」と回答した人が8割弱。 本来の言い方とされる「押しも押されもせぬ」「怒り心頭に発する」を使うという人の割合は、本来の言い方ではない「押しも押されぬ」「怒り心頭に達する」を下回っている。                                                                                         |
| 平成25年度調査 | 社会全体の言葉や言葉の使い方 読書について 「～る」「～する」形の動詞について | 言葉や言葉の使い方への影響が大きいと思うものは何かという問いに「テレビ・ラジオ」と5割台半ばが、「学校」「家庭」と2割台後半が回答。 1か月に読む本の冊数について、1冊も「読まない」と47.5%が回答。 「チンする」は9割、「サボる」は8割台半ばの人が「使う」と回答。逆に「ディスる」は7割、「きょどる」は4割台半ばの人が「聞いたことがない」と回答。 |
| 平成27年度調査 | 言葉への関心について 場面ごとの敬意表現について 情報化の中でのコミュニケーションについて 「ら抜き」、「さ入れ」、「やる／あげる」について 言葉に対する感覚について 慣用句等の意味・言い方について | 「確信犯」について、本来の意味である「政治的・ 宗教的等の信念に基づいて正しいと信じてなされる行為・犯罪又はその行為を行う人」と回答する人が19%に対して、「悪いことであると分かっていながらなされる行為・ 犯罪又はその行為を行う人」と回答する人が69.4%に昇り、全世代で後者の意味であると答えた人数が半数を超えている。 誤った慣用句「そうは問屋が許さない」について、16歳から19歳までが、本来の「そうは問屋が卸さない」を６ポイント上回り、40.5%となった。20歳代から上は6割から7割が「そうは問屋が卸さない」と回答している。 |
| 平成28年度調査 | | |
| 平成29年度調査 | | |
| 平成30年度調査 | | |
| 令和元年度調査 | | |
| 令和2年度調査  | | |
| 令和3年度調査  | | |
| 令和4年度調査  | | |
| 令和5年度調査  | | |